# Касамацу

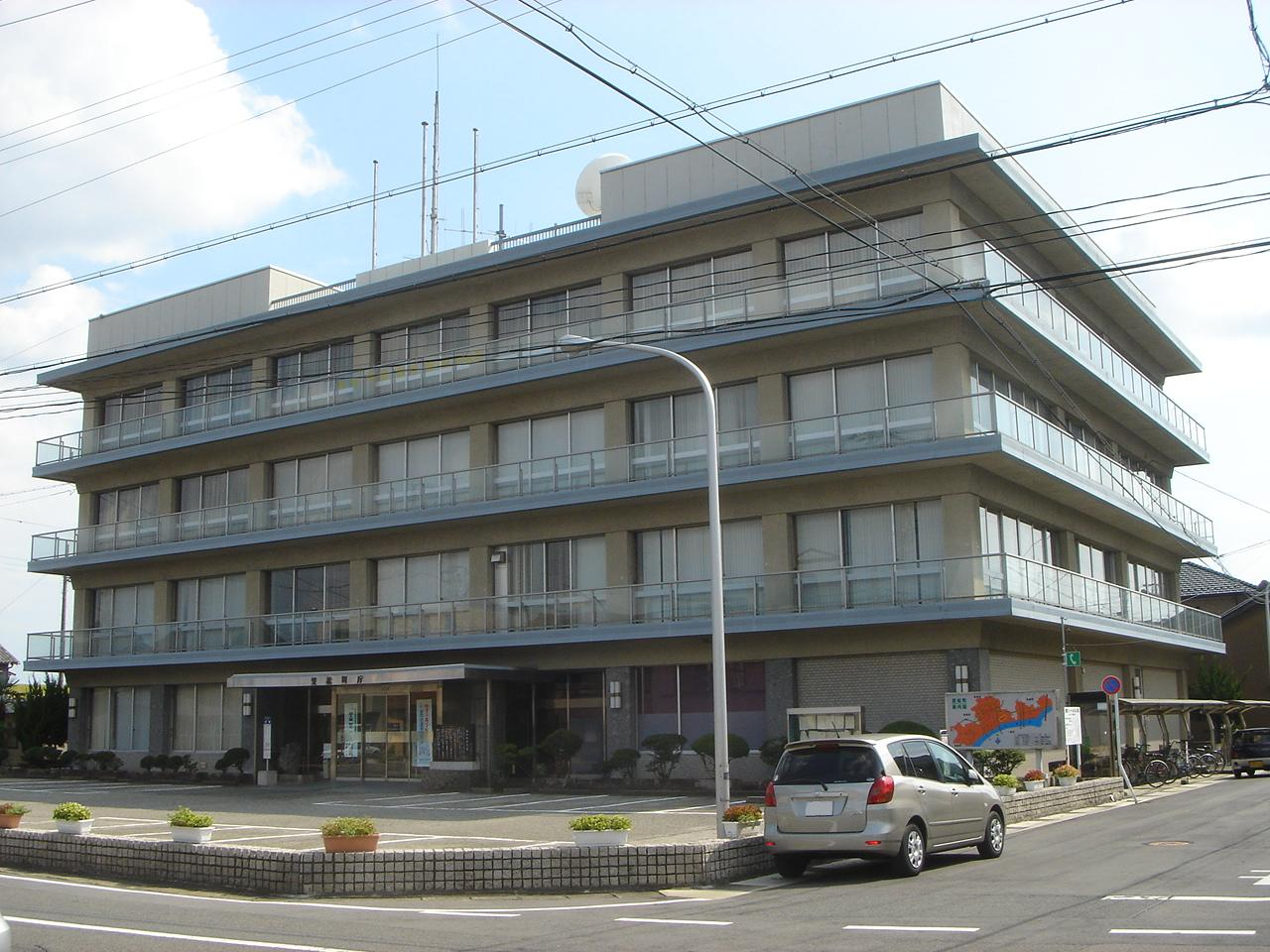
Мэрия посёлка Касамацу

Касамацу (яп. 笠松町 Касамацу-тё:) — посёлок в Японии, находящийся в уезде Хасима префектуры Гифу. Площадь посёлка составляет 10,36 км², население — 22 816 человек (1 июля 2014), плотность населения — 2202,32 чел./км².

## Географическое положение
Посёлок расположен на острове Хонсю в префектуре Гифу региона Тюбу. С ним граничат города Гифу, Хасима, Какамигахара, Итиномия и посёлок Гинан.

## Население
Население посёлка составляет 22 816 человек (1 июля 2014), а плотность — 2202,32 чел./км². Изменение численности населения с 1980 по 2005 годы:
| 1980 | 22 865 чел. |  |
| 1985 | 22 746 чел. |  |
| 1990 | 22 299 чел. |  |
| 1995 | 21 682 чел. |  |
| 2000 | 22 319 чел. |  |
| 2005 | 22 696 чел. |  |

## Символика
Деревом посёлка считается сосна, цветком — цветок сакуры.